# 福島県の観光地

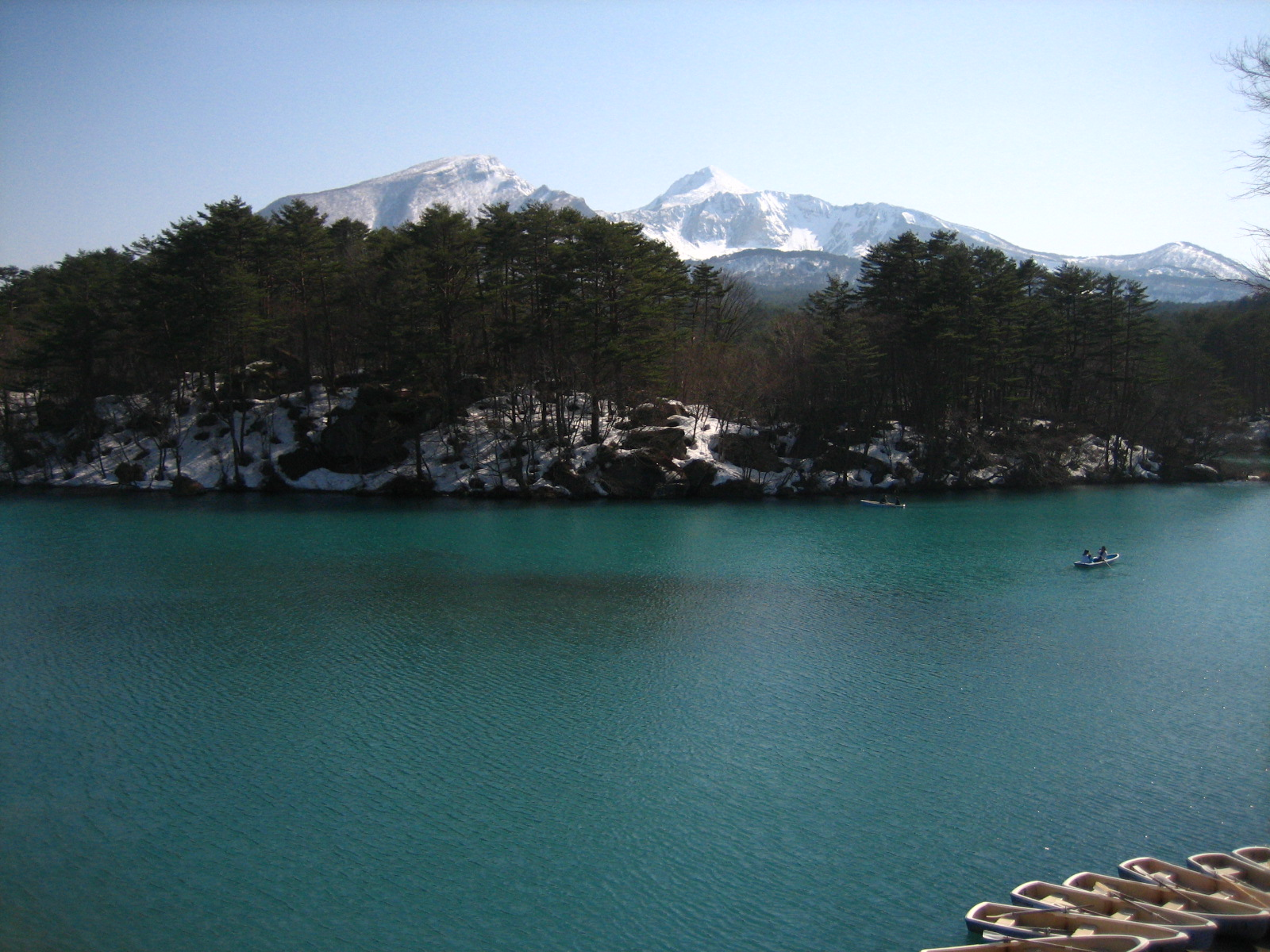
五色沼と磐梯山

福島県の観光地（ふくしまけんのかんこうち）は、福島県内の主要な観光地に関する項目である。

## 対象別

### 文化財等

#### 国宝建築
- 白水阿弥陀堂

- 白水阿弥陀堂

#### 国の名勝
- 御薬園
- 南湖公園
- 霊山
- 須賀川の牡丹園

- 御薬園
- 南湖公園
- 須賀川の牡丹園

#### 特別天然記念物
- 尾瀬

#### 重要伝統的建造物群保存地区
- 大内宿（下郷町）
- 前沢曲家集落（南会津町）
- 小田付（喜多方市）

- 大内宿
- 前沢曲家集落
- 小田付

#### 重要文化財・史跡・登録有形文化財等
- 会津若松城
- 慧日寺金堂
- 白河の関

#### 文化施設
博物館・美術館
水族館
- アクアマリンふくしま
- アクアマリンいなわしろカワセミ水族館

- 福島県立博物館
- 郡山市ふれあい科学館
- 福島県立美術館
- アクアマリンふくしま

### 公園等

#### 国立・国定・国営公園
- 国立公園
  - 磐梯朝日国立公園
  - 日光国立公園
  - 尾瀬国立公園
- 国定公園
  - 越後三山只見国定公園

- 磐梯朝日国立公園
（磐梯山）
- 尾瀬国立公園
（尾瀬沼）
- 越後三山只見国定公園
（田子倉湖）

#### ラムサール条約登録地域
- 尾瀬

#### 県立自然公園
- 霊山県立自然公園
- 霞ヶ城県立自然公園
- 南湖県立自然公園
- 奥久慈県立自然公園
- 磐城海岸県立自然公園
- 松川浦県立自然公園
- 勿来県立自然公園
- 只見柳津県立自然公園→2021年10月29日、越後三山只見国定公園に編入され消滅
- 大川羽鳥県立自然公園
- 阿武隈高原中部県立自然公園
- 夏井川渓谷県立自然公園

- 磐城海岸県立自然公園
（塩屋埼灯台）
- 松川浦県立自然公園
（松川浦）
- 只見柳津県立自然公園（只見川）

#### 県営都市公園
- あづま総合運動公園（福島市）
- 逢瀬公園（郡山市）
- 福島空港公園（須賀川市）
- 東ヶ丘公園（南相馬市）
- いわき公園（いわき市）
- ひろの防災緑地（広野町）
- 会津レクリエーション公園（会津若松市）

- あづま総合運動公園
- 逢瀬公園
- いわき公園

#### 大型公園・動物園・植物園・遊園地
大型公園
動物園・植物園・遊園地
- 東北サファリパーク
- 逢瀬公園・緑化センター
- いわき市フラワーセンター
- 郡山カルチャーパークドリームランド

- 花見山公園
- 開成山公園
- 東北サファリパーク
- 郡山カルチャーパークドリームランド

#### 恋人の聖地
- 四季の里
- あぶくま洞

- あぶくま洞

### 祭事・行事
- 会津まつり（会津若松市）
- 郡山うねめまつり（郡山市）
- 相馬野馬追（相馬市、南相馬市）
- いわき七夕まつり（いわき市）
- 二本松提灯祭り（二本松市）
- 福島わらじまつり（福島市）

- 会津まつり
- 郡山うねめまつり
- いわき七夕まつり
- 二本松提灯祭り

## 地域別

### 中通り

#### 福島広域行政圏
- 福島市 - 高湯温泉、磐梯吾妻スカイライン（つばくろ谷など）、飯坂温泉、吾妻小富士、土湯温泉、四季の里、道の駅つちゆ、浄土平、一切経山、福島県あづま総合運動公園、旧堀切邸、福島稲荷神社、福島県立美術館、医王寺、福島県観光物産館、福島競馬場、信夫山、花ももの里、花見山公園、微温湯温泉、鷲倉温泉、赤湯温泉、福島市写真美術館、道の駅ふくしま、福島わらじ祭り、信夫三山暁まいり、飯坂けんか祭り
- 伊達市 - 霊山、愛宕山、厳島神社、高子二十境
- 桑折町 - 旧伊達郡役所
- 国見町 - 道の駅国見 あつかしの郷、八幡塚古墳、石母田城址
- 川俣町 - 大円寺、道の駅川俣、峠の森自然公園

- 磐梯吾妻スカイライン
- 飯坂温泉
- 霊山
- 旧伊達郡役所

#### 安達広域行政圏
- 二本松市 - 岳温泉、二本松城、東北サファリパーク、安達太良山（あだたら山ロープウェイなど）、安達ヶ原ふるさと村、二本松市智恵子記念館、道の駅ふくしま東和、道の駅さくらの郷、鏡ヶ池、東禅寺、道の駅安達、あだたら渓谷奥岳自然遊歩道、杉沢の大杉、あだたら高原スキー場、合戦場のしだれ桜、二本松塩沢スキー場、二本松提灯祭り、石井の七福神と田植踊、木幡の幡祭り、小浜の紋付祭り、針道のあばれ山車、二本松の菊人形
- 本宮市 - みずいろ公園、安達太良神社
- 大玉村 - ふくしま県民の森フォレストパークあだたら、安達太良山

- 二本松城
- 安達太良山

#### 郡山広域行政圏
- 郡山市 - 磐梯熱海温泉、郡山温泉、開成山公園、郡山カルチャーパーク、エスパル郡山、布引高原、郡山ビッグアイ（郡山市ふれあい科学館など）、デコ屋敷、田村神社、開成山大神宮、安積国造神社、郡山市立美術館、21世紀記念公園麓山の杜、アミューズパーク郡山、紅枝垂地蔵桜、郡山市開成館、磐梯熱海スポーツパーク、大槻公園、猪苗代湖、ふくしまラーメンショー、郡山うねめまつり、萩姫まつり、海老根長月宵あかり〜秋蛍〜、うつくしまyosakoi祭り、安積国造神社秋季例大祭、サマーフェスタ IN KORIYAMA、ビッグツリーページェント・フェスタ in KORIYAMA、柳橋歌舞伎
- 須賀川市 - 須賀川牡丹園、大塚古墳、ムシテックワールド、翠ヶ丘公園、釈迦堂川花火大会、松明あかし、長沼まつり
- 田村市 - あぶくま洞、入水鍾乳洞、小沢の桜
- 三春町 - 山田かたくりの里、三春滝桜、三春ダム
- 小野町 - リカちゃんキャッスル、夏井諏訪神社、夏井千本桜
- 鏡石町 - 岩瀬牧場、鏡沼、田んぼアート
- 天栄村 - ブリティッシュヒルズ、道の駅羽鳥湖高原、エンゼルフォレスト白河高原、二岐温泉、道の駅季の里天栄、羽鳥湖、グランディ羽鳥湖スキーリゾート、羽鳥湖高原、YOSAKOIソーランジュニア東日本大会
- 石川町 - 薬王寺、母畑温泉
- 玉川村 - 道の駅たまかわ、福島空港公園
- 平田村 - 道の駅ひらた、ジュピアランドひらた、諏訪神社
- 浅川町 - 白山比め神社、吉田富三記念館
- 古殿町 - 道の駅ふるどの、越代のサクラ

- 郡山ビッグアイ
- 磐梯熱海温泉
- 三春滝桜
- 母畑温泉

#### 白河広域行政圏
- 白河市 - 南湖公園・南湖神社、白河小峰城、白河の関址、日吉神社、白河フラワーワールド、アウシュヴィッツ平和博物館
- 西郷村 - ますつり公園、甲子温泉
- 泉崎村 -
- 中島村 -
- 矢吹町 -
- 棚倉町 - 八溝山、棚倉城址、都々古別神社の御田植
- 矢祭町 - 矢祭山
- 塙町 - 羽黒山、道の駅はなわ
- 鮫川村 -

- 白河小峰城
- 棚倉城

### 浜通り

#### 相馬広域行政圏
- 相馬市 - 松川浦、道の駅そうま、相馬中村神社、相馬中村城、相馬神社、原釜尾浜海水浴場、相馬野馬追
- 南相馬市 - 新田川温泉はらまちユッサ、宝蔵寺、セデッテかしま、道の駅南相馬、夜の森公園、南相馬市馬事公苑、相馬野馬追
- 新地町 - しんち地場産市場あぐりや、鹿狼山、釣師浜海水浴場
- 飯舘村 - いいたて村の道の駅までい館

- 相馬中村城
- 相馬野馬追

#### 双葉広域行政圏
- 広野町 -
- 楢葉町 -
- 富岡町 - 日吉神社、夜ノ森、諏訪神社、愛宕神社
- 川内村 - 下川内諏訪神社、上川内諏訪神社
- 大熊町 -
- 双葉町 - 東日本大震災・原子力災害伝承館
- 浪江町 - 十万山、常福寺、道の駅なみえ、津島の田植踊
- 葛尾村 -

- 夜ノ森（震災前）
- 東日本大震災・原子力災害伝承館

#### いわき広域行政圏
- いわき市 - アクアマリンふくしま、スパリゾートハワイアンズ、いわき・ら・ら・ミュウ、いわき市石炭・化石館、三崎公園（いわきマリンタワー、三崎潮見台など）、白水阿弥陀堂、塩屋埼灯台、大國魂神社、いわき湯本温泉、薬王寺、温泉神社、円通寺、いわき市アンモナイトセンター、いわき市海竜の里センター、能満寺、住吉神社、太平洋健康センターいわき蟹洗温泉、塩屋岬、勿来海水浴場、いわき市フラワーセンター、いわき七夕まつり、じゃんがら念仏踊り、御宝殿の稚児田楽・風流

- スパリゾートハワイアンズ
- いわきマリンタワー
- いわき市フラワーセンター

### 会津

#### 喜多方広域行政圏
- 喜多方市 - 会津喜多方ラーメン館、新宮熊野神社、大和川酒造北方風土館、会津新宮城、道の駅喜多の郷、日中線記念館、日中線記念自転車歩行者道、大滝、熱塩温泉
- 北塩原村 - 五色沼（桧原湖、秋元湖など）、道の駅裏磐梯、裏磐梯レイクリゾート、諸橋近代美術館、磐梯高原、磐梯山ゴールドライン、磐梯吾妻レークライン、磐梯山、西吾妻スカイバレー、曽原湖、磐梯山噴火記念館、裏磐梯物産館、中津川渓谷、裏磐梯スキー場、雄国沼、小野川不動滝、星野リゾート 猫魔スキー場、五色温泉、グランデコスノーリゾート
- 西会津町 - 道の駅にしあいづ、飯豊山、如法寺、鏡山、大山祇神社、松尾神社、銚子の口

- 諸橋近代美術館

#### 会津若松広域行政圏
- 会津若松市 - 若松城、会津さざえ堂、七日町通り、東山温泉、会津武家屋敷、飯盛山、白虎隊記念館、御薬園、福島県立博物館、芦ノ牧温泉、日新館、会津村、会津慶山焼窯元、旧滝沢本陣、阿弥陀寺、野口英世青春通り（會津壹番館/野口英世青春館）、会津まつり、会津絵ろうそくまつり
- 磐梯町 - 道の駅ばんだい、アルツ磐梯スキー場、磐梯山
- 猪苗代町 - 野口英世記念館、世界のガラス館、達沢不動滝、猪苗代湖、安達太良山、磐梯山、天鏡閣、土津神社、リステルスキーファンタジア、猪苗代緑の村（アクアマリンいなわしろカワセミ水族館、緑の村バーベキューハウスなど）、道の駅猪苗代、猪苗代ハーブ園、磐梯高原南ヶ丘牧場、ボナリ高原ゴルフクラブ、中ノ沢温泉、沼尻温泉、観音寺川の桜並木、箕輪スキー場、猪苗代リゾートスキー場、白糸の滝、天鏡台、沼尻スキー場
- 会津坂下町 - 恵隆寺
- 湯川村 - 道の駅あいづ 湯川・会津坂下、勝常寺
- 柳津町 - 円蔵寺、柳津町観光物産館｢清柳苑｣、西山温泉、柳津温泉、七日堂裸まいり
- 三島町 - 道の駅尾瀬街道みしま宿、早戸温泉、逆瀬川、第一只見川橋梁
- 金山町 - 沼沢湖
- 昭和村 - 駒止湿原
- 会津美里町 - 伊佐須美神社、会津本郷焼窯元、明神ヶ岳、中田観音、せせらぎ公園

- 東山温泉
- 猪苗代湖
- 円蔵寺
- 第一只見川橋梁

#### 南会津広域行政圏
- 南会津町 - 道の駅たじま、前沢曲家集落、水無川、龍福寺、会津高原たかつえスキー場、道の駅きらら289、木賊温泉、屏風岩、高清水自然公園、会津高原だいくらスキー場、会津田島祇園祭
- 下郷町 - 大内宿、塔のへつり、湯野上温泉駅、湯野上温泉、中山風穴地特殊植物群落、大内宿町並み展示館、道の駅しもごう
- 檜枝岐村 - 尾瀬、燧ヶ岳、ミニ尾瀬公園、愛宕神社、檜枝岐温泉、三条の滝、道の駅尾瀬檜枝岐、会津駒ヶ岳
- 只見町 - 田子倉ダム、只見川、奥只見ダム

- 三条の滝